# Condado de Washington (Kansas)
O Condado de Washington é um dos 105 condados do estado americano de Kansas. A sede do condado é Washington, e sua maior cidade é Washington. O condado possui uma área de 2 328 km² (dos quais 1 km² estão cobertos por água), uma população de 6 483 habitantes, e uma densidade populacional de 3 hab/km² (segundo o censo nacional de 2000). O condado foi fundado em 25 de agosto de 1855.